# Dow Chemical
Dow Chemical, ou The Dow Chemical Company (NYSE : DOW, TSE : 4850), société et multinationale américaine, est un géant mondial dans le domaine de la fabrication et de la distribution de produits chimiques, dont le siège social se situe à Midland, au Michigan active de 1897 à 2017.
Elle a été cotée NYSE sous le code DOW jusqu'au 31 août 2017.
Depuis 2007, Dow est le deuxième fabricant mondial de produits chimiques pour ce qui est du chiffre d'affaires, et la troisième entreprise dans le domaine de la chimie pour ce qui est des capitaux boursiers depuis février 2009.
En 2001, Dow a absorbé l'entreprise de chimie américaine Union Carbide Corporation. En 2009, Dow a absorbé l'entreprise de chimie de spécialité américaine Rohm and Haas Company. En 2016, Dow a acquis la totalité du capital du leader mondial des silicones, Dow Corning Corporation. 
Dow et l'entreprise de chimie américaine DuPont de Nemours ont annoncé fin 2015 leur intention de fusionner lors d'une opération qui donnerait à terme naissance à trois entreprises indépendantes.

## Histoire

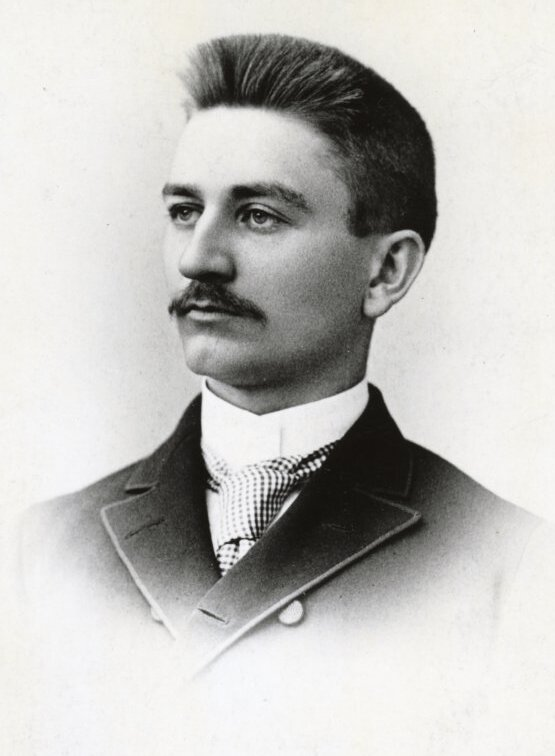
Herbert Henry Dow

Dow a été fondé en 1897 par le chimiste, né au Canada, Herbert Henry Dow, qui a inventé une nouvelle méthode d'extraction du brome qui était pris au piège sous terre dans la saumure à Midland, dans le Michigan. Dow initialement vendait uniquement de l'eau de Javel et du bromure de potassium, réalisant la production de 72 tonnes par jour d'eau de Javel en 1902.
L'expansion internationale de Dow commencera pendant la Seconde Guerre mondiale, avec une première implantation hors du territoire américain en 1942 au Canada. Il faudra attendre la fin des années 1950 pour voir Dow s'installer en Europe, d'abord aux Pays-Bas avec son site de Terneuzen (le plus grand site de Dow en dehors des États-Unis).
Dow Chemical produit le napalm pour l'armée américaine pendant la guerre du Viêt Nam de 1965 à 1969 pour un contrat d'un montant de cinq millions de dollars
Dow est présent en Europe et en France à partir de 1960, et sa première unité de production démarre en 1969 sur le site de Drusenheim.
En 1997, Dow rachète les parts de l'américain Eli Lilly dans leur coentreprise Dow Elanco spécialisée dans la production de produits de protection des cultures (herbicide, fongicides, insecticides notamment), à la suite de quoi l'entreprise est renommée Dow AgroSciences.
En 2001, Dow a acquis la société américaine Union Carbide Corporation, tout en rachetant les parts de Gurit dans leur coentreprise Gurit-Essex spécialisée dans les technologies de collage vitrage et de collage structurel pour les pièces automobiles.
En 2009, Dow a acquis la société américaine Rohm and Haas Corporation pour quinze milliards de dollars.
En mars 2015, Dow Chemical annonce la vente de la plupart de ses activités liées au chlore à Olin Corporation pour cinq milliards de dollars, créant le plus grand producteur mondial de chlore.
En décembre 2015, Dow Chemical et DuPont annoncent leur intention de fusionner dans une opération valorisant les deux entreprises à 130 milliards de dollars. L'opération vise à fusionner les deux entreprises puis à les scinder en trois nouvelles entreprises spécialisées :
- la première, qui s'appellera Dow, rassemblera les activités de sciences des matériaux de Dow et de DuPont pour un chiffre d'affaires de 51 milliards de dollars ;
- la seconde, qui s'appellera DuPont, sera spécialisée dans les marchés agricoles, rassemblant les activités agrochimiques (herbicides, fongicides, insecticides) et semencières (conventionnelles et GM) de Dow et de DuPont ;
- la troisième rassemblera les produits de grande spécialité notamment pour les matières premières pour l'électronique de Dow et de DuPont, les matériels de protection individuelle et les biotechnologies de DuPont.

Cette structure de l'opération vise notamment à bénéficier de réductions de taxes et répond à des pressions des actionnaires des deux entreprises notamment Nelson Peltz et Dan Loeb. Le nouvel ensemble sera détenu à 52 % par les actionnaires de Dow Chemical et 48 % par les actionnaires de DuPont. La nouvelle entité consacrée aux sciences des matériaux aura son siège social à Midland, dans le Michigan, à l'actuel siège social de Dow, alors que les deux autres nouvelles entités auront leur siège social à Wilmington dans le Delaware, siège social de DuPont.
En parallèle, en décembre 2015, Dow Chemical annonce son intention d'acquérir la participation de Corning que ce dernier détient dans Dow Corning Corporation, une coentreprise entre Corning et Dow Chemical créée en 1943 et qui est à l'origine de la chimie des silicones. Le chiffre d'affaires de Dow Corning Corporation en 2015 était de 4,5 milliards de dollars. L'opération est clôturée avec succès le 1er juin 2016.
Le 1 septembre 2017 est cotée en bourse DowDuPont, fusion de Dow Chemical et Dupont,.

## Produits
Dow est l'un des plus grands fabricants de plastiques : polyuréthane, polyéthylène, polypropylène, et EPDM.
Il est aussi l'un des plus importants fabricants au monde d'éthylène, d'oxyde d'éthylène, d'éthylène glycol, de propylène, d'oxyde de propylène, de propylène glycol, tout comme de divers amines, surfactants et résines de cellulose.
Dow est aussi l'un des principaux producteurs de liants pour peintures industrielles, architecturales et décorative, notamment les peintures latex base solvants, les peintures acryliques base eau et les peintures routières base eau. 
Avec l'acquisition des silicones de Dow Corning en 2016 et des acrylates de Rohm and Haas en 2010, Dow est devenu l'un des plus importants producteurs d'ingrédients cosmétiques au monde. 
Dow est également l'un des leaders des colles structurelles et des colles de vitrage base époxyde ou polyuréthane utilisées pour l'assemblage par les industries automobile et ferroviaire.
Dow est également l'un des tout premiers acteurs au monde dans le domaine des solutions pour le traitement de l'eau, notamment les membranes d'osmose inverse et d'ultrafiltration, les résines échangeuses d'ions et les solutions d'électrodéionisation.
Dow produit également pour l'agriculture des herbicides, fongicides et insecticides, et possède aussi une division de semences conventionnelles et de semences génétiquement modifiées.
Dow, et les entreprises qui forment le groupe Dow d'aujourd'hui, sont à l'origine de certaines innovations très connues, dont le Saran Wrap (les films étirables pour garder les aliments frais), les sacs Ziploc (système de fermeture hermétique qui se presse entre deux doigts), le Styrofoam (isolant pour bâtiment en polystyrène extrudé bleu), le verre acrylique (Plexiglas), les agents anti-redéposition utilisés dans les lessives, les silicones et polymères de silicones, les peintures à base d'eau, etc.

## Implantation en France
Dow emploie environ 1 300 personnes en France en 2013. Elle opère cinq usines principales à Chauny, Drusenheim, Erstein, Lauterbourg et Villers-Saint-Paul.

## Controverses et condamnations
- Ayant racheté Union Carbide en 2001, Dow Chemical a été associé à la catastrophe de Bhopal survenue en Inde en 1984.
- En 1995 et en 2005, Dow Chemical a été condamnée à 732 000 dollars puis 2 millions de dollars d'amende, pour avoir dissimulé pendant 30 ans aux autorités, 249 cas d'empoisonnement au chlorpyrifos, insecticide phare de la compagnie[14],[15].
- La compagnie Dow Chemical a été un des producteurs de l'agent orange[16], et a été reconnue responsable en 2013 par la justice sud-coréenne des maladies de peau développées par des vétérans de la guerre du Vietnam à la suite de leur exposition à cet herbicide[17].
- Dow Chemical est condamnée solidairement avec Occidental Chemical Corporation et la Shell Oil Company Corporate en 2012 au Nicaragua à indemniser les victimes d'une contamination au pesticide DBCP (dibromichloropropane). L'entreprise ayant cependant retiré ses actifs du pays, le jugement n'a pas été exécuté. En novembre 2018, une procédure d'exequatur auprès du tribunal de grande instance de Paris est lancée pour tenter de contraindre les trois entreprises à verser les indemnités dues[18],[19].
- Le 21 mai 2019, la fédération allemande pour l'environnement et la protection de la nature (Bund) révèle en utilisant les données fournies par l'agence fédérale de l'environnement allemande comme par l'Agence européenne des produits chimiques que 654 entreprises opérant en Europe ne respectent pas, entre 2014 et 2019, le protocole européen d'enregistrement, évaluation et autorisation des produits chimiques, censé protéger la santé et l'environnement des Européens. Ces entreprises, dont Dow Chemical fait partie, emploient massivement des substances de synthèse interdites et potentiellement dangereuses[20],[21],[22].
- Certaines procédures concernent spécifiquement Dow AgroSciences.

## Communication

### Lobbying

#### Auprès des institutions de l'Union européenne
Dow Europe est inscrit depuis 2009 au registre de transparence des représentants d'intérêts auprès de la Commission européenne. Il déclare en 2016 pour cette activité des dépenses d'un montant compris entre 2 000 000 et 2 250 000 euros.

#### Aux États-Unis
Selon le Center for Responsive Politics, les dépenses de lobbying de Dow Chemical aux États-Unis s'élèvent en 2016 à 13 635 982 dollars.
L'universitaire Rodney Benson signale qu'en 2012, « PBS crée une série en plusieurs épisodes sur l’économie américaine qui, sponsorisée par Dow Chemical, épouse étroitement les intérêts de l’entreprise. »

#### En France
Dow France est inscrit depuis le 3 avril 2018 au registre des représentants d'intérêts de la Haute autorité pour la transparence de la vie publique. L'entreprise déclare pour l'année 2018 des dépenses de lobbying inférieures à 100 000 euros, équivalentes à celles de 2017.